# Stig-Arne Gunnestad
Stig-Arne Gunnestad, né le 12 février 1962 à Oslo, est un curleur norvégien.
Il remporte la médaille de bronze aux Jeux olympiques d'hiver de 1998 à Nagano. Il a également participé au tournoi de démonstration lors des Jeux de 1992.